# Vlachopoulátika
Vlachopoulátika är en ort i Grekland.   Den ligger i prefekturen Nomós Kerkýras och regionen Joniska öarna, i den västra delen av landet, 300 km väster om huvudstaden Aten. Vlachopoulátika ligger 126 meter över havet och antalet invånare är 111. Den ligger på ön Paxós.
Terrängen runt Vlachopoulátika är platt österut, men åt nordväst är den kuperad.  Närmaste större samhälle är Gáïos, 1,9 km öster om Vlachopoulátika. 